# Dettato melodico
Il dettato melodico è un esercizio di comprensione della musica. Durante la prova, viene fatta ascoltare una breve melodia suonata al pianoforte,  (in genere otto battute), ripetuta poco a poco, due battute per volta. L'allievo deve trascrivere correttamente il brano sul pentagramma, con le giuste alterazioni in chiave, il metro, la durata e l'altezza delle note. Il dettato melodico è una delle sei prove dell'esame di teoria e solfeggio presso i conservatori italiani.